# Darko Lazović
Darko Lazović (in serbo Дарко Лазовић?; Čačak, 15 settembre 1990) è un calciatore serbo, centrocampista svincolato.

## Caratteristiche tecniche
Centrocampista offensivo, destro di piede, ama giocare prevalentemente sulla fascia di competenza, ma si disimpegna in maniera efficace anche sulla corsia mancina. Oltre ad avere buone capacità di inserimento, è dotato di una buona tecnica, velocità e di un ottimo scatto. Gioca prevalentemente largo a destra in attacco nel 4-3-3. Nel Genoa giocava anche come esterno di centrocampo nel 3-4-3 e nel 3-5-2, indifferentemente a destra o a sinistra.

## Carriera

### Club

#### Gli inizi
Inizia la sua carriera calcistica nel Borac Čačak. Pochi anni dopo viene subito notato da alcuni osservatori della Stella Rossa che lo portano a Belgrado. In 6 anni di permanenza alla Stella Rossa vince due volte la Coppa di Serbia nel 2009-2010 e nel 2011-2012 e il campionato nel 2013-2014. Nella stagione 2014-2015 realizza 10 reti in 30 partite fra campionato e coppa nazionale.

#### Genoa
Nel gennaio 2015 firma per il Genoa, con il trasferimento che diventa ufficiale dopo la scadenza del suo contratto con i serbi, avvenuta il 30 giugno 2015. Esordisce in Serie A il 23 agosto 2015 in occasione della sconfitta esterna per 1-0 alla prima giornata contro il Palermo. Al termine del suo primo campionato in A gioca solo 15 partite senza mai segnare.
L'anno successivo trova più spazio e il 15 dicembre 2016 segna il primo gol in Serie A in maglia rossoblù, nella vittoria per 1-0 contro la Fiorentina (recupero del turno della terza giornata che era stato sospeso per pioggia). All'ultima giornata di campionato trova il suo secondo gol, nella sconfitta per 3-2 contro la Roma (inoltre gara di addio di Francesco Totti).
Il 22 dicembre 2018 torna a segnare dopo più di un anno e mezzo dall'ultima volta, nella vittoria per 3-1 contro l'Atalanta. Il 28 gennaio seguente va nuovamente in rete, realizzando un gol spettacolare da fuori area, nella partita vinta 3-1 fuori casa contro l'Empoli.
Il 14 aprile 2019 raggiunge le 100 presenze in Serie A, nel derby perso per 2-0. A fine stagione rimane svincolato.

#### Verona
Il 6 agosto 2019 passa al Verona firmando un contratto che lo lega al club fino al 30 giugno 2022. Agli scaligeri ritrova Ivan Jurić, suo allenatore al Genoa. Segna il primo goal con la maglia degli scaligeri il 29 ottobre contro il Parma. Il 9 gennaio 2023 segna anche la sua prima doppietta in serie A, firmando entrambe le reti del successo sulla Cremonese (2-0). L'8 luglio 2024 rinnova il proprio contratto per un ulteriore anno.

### Nazionale
Dopo aver militato nella nazionale serba Under-21, il 14 dicembre 2008, a soli 18 anni, fa il suo esordio nella nazionale maggiore, in occasione della partita amichevole contro la Polonia. Nel novembre del 2022 viene incluso dal CT Dragan Stojković nella rosa serba partecipante ai Mondiali di calcio in Qatar, competizione in cui scende in campo in un'unica occasione.
Il 20 giugno 2023 realizza la sua prima rete in nazionale A, segnando il gol del definitivo 1-1 contro la Bulgaria nel recupero. Nel settembre 2024, dopo avere saltato gli europei in Germania, il ct dei serbi Stojković ha comunicato il ritiro dalla nazionale di Lazović; questa scelta è stata dovuta all'età (34 anni) e agli infortuni occorsi nel tempo al giocatore.

## Statistiche

### Presenze e reti nei club
Statistiche aggiornate al 30 dicembre 2024.
| Stagione            | Squadra             | Campionato          | Campionato | Campionato | Coppe nazionali | Coppe nazionali | Coppe nazionali | Coppe continentali | Coppe continentali | Coppe continentali | Altre coppe | Altre coppe | Altre coppe | Totale | Totale |
| Stagione            | Squadra             | Comp                | Pres       | Reti       | Comp            | Pres            | Reti            | Comp               | Pres               | Reti               | Comp        | Pres        | Reti        | Pres   | Reti   |
| ------------------- | ------------------- | ------------------- | ---------- | ---------- | --------------- | --------------- | --------------- | ------------------ | ------------------ | ------------------ | ----------- | ----------- | ----------- | ------ | ------ |
| 2007-2008           | Borac Čačak         | SL                  | 14         | 3          | CS              | 0               | 0               | -                  | -                  | -                  | -           | -           | -           | 14     | 3      |
| 2008-2009           | Borac Čačak         | SL                  | 28         | 3          | CS              | 0               | 0               | CU                 | 5                  | 1                  | -           | -           | -           | 33     | 4      |
| Totale Borac Čačak  | Totale Borac Čačak  | Totale Borac Čačak  | 42         | 6          |                 | 0               | 0               |                    | 5                  | 1                  |             | -           | -           | 47     | 7      |
| 2009-2010           | Stella Rossa        | SL                  | 9          | 1          | CS              | 0               | 0               | -                  | -                  | -                  | -           | -           | -           | 9      | 1      |
| 2010-2011           | Stella Rossa        | SL                  | 16         | 2          | CS              | 3               | 0               | -                  | -                  | -                  | -           | -           | -           | 19     | 2      |
| 2011-2012           | Stella Rossa        | SL                  | 27         | 7          | CS              | 6               | 1               | UEL                | 4                  | 1                  | -           | -           | -           | 37     | 9      |
| 2012-2013           | Stella Rossa        | SL                  | 23         | 4          | CS              | 2               | 1               | UEL                | 6                  | 0                  | -           | -           | -           | 31     | 5      |
| 2013-2014           | Stella Rossa        | SL                  | 14         | 5          | CS              | 0               | 0               | UEL                | 0                  | 0                  | -           | -           | -           | 14     | 5      |
| 2014-2015           | Stella Rossa        | SL                  | 28         | 10         | CS              | 2               | 0               | -                  | -                  | -                  | -           | -           | -           | 30     | 10     |
| Totale Stella Rossa | Totale Stella Rossa | Totale Stella Rossa | 117        | 29         |                 | 13              | 2               |                    | 10                 | 1                  |             | -           | -           | 140    | 32     |
| 2015-2016           | Genoa               | A                   | 15         | 0          | CI              | 1               | 0               | -                  | -                  | -                  | -           | -           | -           | 16     | 0      |
| 2016-2017           | Genoa               | A                   | 33         | 2          | CI              | 3               | 0               | -                  | -                  | -                  | -           | -           | -           | 36     | 2      |
| 2017-2018           | Genoa               | A                   | 21         | 0          | CI              | 3               | 0               | -                  | -                  | -                  | -           | -           | -           | 24     | 0      |
| 2018-2019           | Genoa               | A                   | 33         | 3          | CI              | 1               | 0               | -                  | -                  | -                  | -           | -           | -           | 34     | 3      |
| Totale Genoa        | Totale Genoa        | Totale Genoa        | 102        | 5          |                 | 8               | 0               |                    | -                  | -                  |             | -           | -           | 110    | 5      |
| 2019-2020           | Verona              | A                   | 38         | 3          | CI              | 1               | 0               | -                  | -                  | -                  | -           | -           | -           | 39     | 3      |
| 2020-2021           | Verona              | A                   | 32         | 3          | CI              | 1               | 0               | -                  | -                  | -                  | -           | -           | -           | 33     | 3      |
| 2021-2022           | Verona              | A                   | 34         | 1          | CI              | 1               | 1               | -                  | -                  | -                  | -           | -           | -           | 35     | 2      |
| 2022-2023           | Verona              | A                   | 30+1       | 4          | CI              | 1               | 0               | -                  | -                  | -                  | -           | -           | -           | 32     | 4      |
| 2023-2024           | Verona              | A                   | 32         | 3          | CI              | 1               | 0               | -                  | -                  | -                  | -           | -           | -           | 33     | 3      |
| 2024-2025           | Verona              | A                   | 19         | 2          | CI              | 1               | 0               | -                  | -                  | -                  | -           | -           | -           | 20     | 2      |
| Totale Verona       | Totale Verona       | Totale Verona       | 186        | 16         |                 | 6               | 1               |                    | -                  | -                  |             | -           | -           | 192    | 17     |
| Totale carriera     | Totale carriera     | Totale carriera     | 448        | 56         |                 | 27              | 3               |                    | 15                 | 2                  |             | -           | -           | 490    | 61     |

### Cronologia presenze e reti in nazionale
| Cronologia completa delle presenze e delle reti in nazionale ― Serbia | Cronologia completa delle presenze e delle reti in nazionale ― Serbia | Cronologia completa delle presenze e delle reti in nazionale ― Serbia | Cronologia completa delle presenze e delle reti in nazionale ― Serbia | Cronologia completa delle presenze e delle reti in nazionale ― Serbia | Cronologia completa delle presenze e delle reti in nazionale ― Serbia | Cronologia completa delle presenze e delle reti in nazionale ― Serbia | Cronologia completa delle presenze e delle reti in nazionale ― Serbia |
| Data                                                                  | Città                                                                 | In casa                                                               | Risultato                                                             | Ospiti                                                                | Competizione                                                          | Reti                                                                  | Note                                                                  |
| --------------------------------------------------------------------- | --------------------------------------------------------------------- | --------------------------------------------------------------------- | --------------------------------------------------------------------- | --------------------------------------------------------------------- | --------------------------------------------------------------------- | --------------------------------------------------------------------- | --------------------------------------------------------------------- |
| 14-12-2008                                                            | Aksu                                                                  | Polonia                                                               | 1 – 0                                                                 | Serbia                                                                | Amichevole                                                            | -                                                                     | 46’                                                                   |
| 31-5-2012                                                             | Reims                                                                 | Francia                                                               | 2 – 0                                                                 | Serbia                                                                | Amichevole                                                            | -                                                                     | 76’                                                                   |
| 5-6-2012                                                              | Solna                                                                 | Svezia                                                                | 2 – 1                                                                 | Serbia                                                                | Amichevole                                                            | -                                                                     |                                                                       |
| 8-9-2012                                                              | Glasgow                                                               | Scozia                                                                | 0 – 0                                                                 | Serbia                                                                | Qual. Mondiali 2014                                                   | -                                                                     | 58’                                                                   |
| 1-6-2014                                                              | Bridgeview                                                            | Panama                                                                | 1 – 1                                                                 | Serbia                                                                | Amichevole                                                            | -                                                                     | 85’                                                                   |
| 20-3-2019                                                             | Wolfsburg                                                             | Germania                                                              | 1 – 1                                                                 | Serbia                                                                | Amichevole                                                            | -                                                                     | 79’                                                                   |
| 25-3-2019                                                             | Lisbona                                                               | Portogallo                                                            | 1 – 1                                                                 | Serbia                                                                | Qual. Euro 2020                                                       | -                                                                     | 69’                                                                   |
| 7-6-2019                                                              | Leopoli                                                               | Ucraina                                                               | 5 – 0                                                                 | Serbia                                                                | Qual. Euro 2020                                                       | -                                                                     | 72’                                                                   |
| 7-9-2019                                                              | Belgrado                                                              | Serbia                                                                | 2 – 4                                                                 | Portogallo                                                            | Qual. Euro 2020                                                       | -                                                                     | 59’                                                                   |
| 3-9-2020                                                              | Mosca                                                                 | Russia                                                                | 3 – 1                                                                 | Serbia                                                                | UEFA Nations League 2020-2021 - 1º turno                              | -                                                                     |                                                                       |
| 6-9-2020                                                              | Belgrado                                                              | Serbia                                                                | 0 – 0                                                                 | Turchia                                                               | UEFA Nations League 2020-2021 - 1º turno                              | -                                                                     | 27’                                                                   |
| 8-10-2020                                                             | Oslo                                                                  | Norvegia                                                              | 1 – 2 dts                                                             | Serbia                                                                | Qual. Euro 2020                                                       | -                                                                     | 106’                                                                  |
| 14-10-2020                                                            | Istanbul                                                              | Turchia                                                               | 2 – 2                                                                 | Serbia                                                                | UEFA Nations League 2020-2021 - 1º turno                              | -                                                                     |                                                                       |
| 12-11-2020                                                            | Belgrado                                                              | Serbia                                                                | 1 – 1 dts (4 – 5 dtr)                                                 | Scozia                                                                | Qual. Euro 2020                                                       | -                                                                     |                                                                       |
| 15-11-2020                                                            | Budapest                                                              | Ungheria                                                              | 1 – 1                                                                 | Serbia                                                                | UEFA Nations League 2020-2021 - 1º turno                              | -                                                                     | 57’                                                                   |
| 27-3-2021                                                             | Belgrado                                                              | Serbia                                                                | 2 – 2                                                                 | Portogallo                                                            | Qual. Mondiali 2022                                                   | -                                                                     | 46’                                                                   |
| 1-9-2021                                                              | Debrecen                                                              | Qatar                                                                 | 0 – 4                                                                 | Serbia                                                                | Amichevole                                                            | -                                                                     |                                                                       |
| 4-9-2021                                                              | Belgrado                                                              | Serbia                                                                | 4 – 1                                                                 | Lussemburgo                                                           | Qual. Mondiali 2022                                                   | -                                                                     | 70’                                                                   |
| 7-9-2021                                                              | Dublino                                                               | Irlanda                                                               | 1 – 1                                                                 | Serbia                                                                | Qual. Mondiali 2022                                                   | -                                                                     | 87’                                                                   |
| 9-10-2021                                                             | Lussemburgo                                                           | Lussemburgo                                                           | 0 – 1                                                                 | Serbia                                                                | Qual. Mondiali 2022                                                   | -                                                                     | 70’                                                                   |
| 12-10-2021                                                            | Belgrado                                                              | Serbia                                                                | 3 – 1                                                                 | Azerbaigian                                                           | Qual. Mondiali 2022                                                   | -                                                                     | 88’                                                                   |
| 2-6-2022                                                              | Belgrado                                                              | Serbia                                                                | 0 – 1                                                                 | Norvegia                                                              | UEFA Nations League 2022-2023 - 1º turno                              | -                                                                     | 69’                                                                   |
| 9-6-2022                                                              | Solna                                                                 | Svezia                                                                | 0 – 1                                                                 | Serbia                                                                | UEFA Nations League 2022-2023 - 1º turno                              | -                                                                     | 63’                                                                   |
| 24-9-2022                                                             | Belgrado                                                              | Serbia                                                                | 4 – 1                                                                 | Svezia                                                                | UEFA Nations League 2022-2023 - 1º turno                              | -                                                                     | 46’                                                                   |
| 27-9-2022                                                             | Oslo                                                                  | Norvegia                                                              | 0 – 2                                                                 | Serbia                                                                | UEFA Nations League 2022-2023 - 1º turno                              | -                                                                     | 72’                                                                   |
| 18-11-2022                                                            | Riffa                                                                 | Bahrein                                                               | 1 – 5                                                                 | Serbia                                                                | Amichevole                                                            | -                                                                     | 46’                                                                   |
| 24-11-2022                                                            | Lusail                                                                | Brasile                                                               | 2 – 0                                                                 | Serbia                                                                | Mondiali 2022 - 1º turno                                              | -                                                                     | 66’                                                                   |
| 16-6-2023                                                             | Vienna                                                                | Serbia                                                                | 3 – 2                                                                 | Giordania                                                             | Amichevole                                                            | -                                                                     | 74’                                                                   |
| 20-6-2023                                                             | Razgrad                                                               | Bulgaria                                                              | 1 – 1                                                                 | Serbia                                                                | Qual. Euro 2024                                                       | 1                                                                     | 71’                                                                   |
| Totale                                                                |                                                                       | Presenze                                                              | 29                                                                    |                                                                       | Reti                                                                  | 1                                                                     |                                                                       |

## Palmarès

### Club

#### Competizioni nazionali
- Coppa di Serbia: 2

Stella Rossa: 2009-2010, 2011-2012
- Campionato serbo: 1

Stella Rossa: 2013-2014